# شاي جورمان
شاي جورمان (بالإنجليزية: Shay Gorman)‏ هو ممثل أيرلندي، ولد في 18 أبريل 1923 في جمهورية أيرلندا، وتوفي في 19 أبريل 1999 بلندن في المملكة المتحدة.

## وصلات خارجية
- شاي جورمان على موقع IMDb (الإنجليزية)
- شاي جورمان على موقع قاعدة بيانات الفيلم (الإنجليزية)